# Aarde aan Daan
Aarde aan Daan is een band uit Antwerpen rond de Nederbelgische frontman Daan Hafkamp. De muziek wordt omschreven als Nederlandstalige indiepop of dagdroompop.
In 2018 werd de debuutsingle Projector uitgebracht.
In 2020 hadden ze in Vlaanderen een radiohit met hun tweede single Goed.
De band bereikte in 2022 de halve finale van Humo's Rock Rally.
Aarde aan Daan speelde onder meer op de festivals Leffingeleuren en Theater Aan Zee, en in Trix.

## Discografie

### Singles
- 2018 Projector
- 2020 Goed
- 2021 Onderuit (Waarom Doe Ik Het)
- 2021 Je verlies jezelf
- 2023 Het risico